# Veľký Biel
Veľký Biel – wieś i gmina (obec) w zachodniej Słowacji, administracyjnie i terytorialnie należąca do powiatu Senec, w kraju bratysławskim na Słowacji. 